# 유주제
유주제(劉周齊, ? ~ ?)는 전한의 제후로, 평간경왕의 증손이다.

## 행적
아버지 유안의 뒤를 이어 광향후(廣鄕侯)에 봉해졌다. 시호를 희(釐)라 하였고, 작위는 아들 유충국이 이었다.

## 출전
- 반고, 《한서》 권15하 왕자후표 下

| 선대 아버지 광향절후 유안 | 전한의 광향후 ? ~ ? | 후대 아들 유충국 |